# مسيرة سلمية
مسيرة سلمية Peace walk هي شكل من أشكال الاحتجاج السلمي، يسير فيه المتظاهرون مسافة معينة بهدف إبراز موقفهم تجاه حدث معين، أو إما ضمن نشاطات اجتماعية أو إنسانية أخرى.
من أشهر المسيرات مسيرة قام بها ساتيش كومار في عام 1962 مع آخرين، ساروا بلا نقود من الهند عبر الاتحاد السوفييتي وفرنسا والمملكة المتحدة إلى الولايات المتحدة (مستخدمين سفنا لعبور القناة والأطلنطي).